# Platanistoidea
Los platanistoideos (Platanistoidea), conocidos vulgarmente como delfines de río (a diferencia de los delfínidos o delfines oceánicos), son una superfamilia de cetáceos odontocetos que tienen su hábitat en estuarios y cursos fluviales. Esta superfamilia se compone de dos familias.

## Características

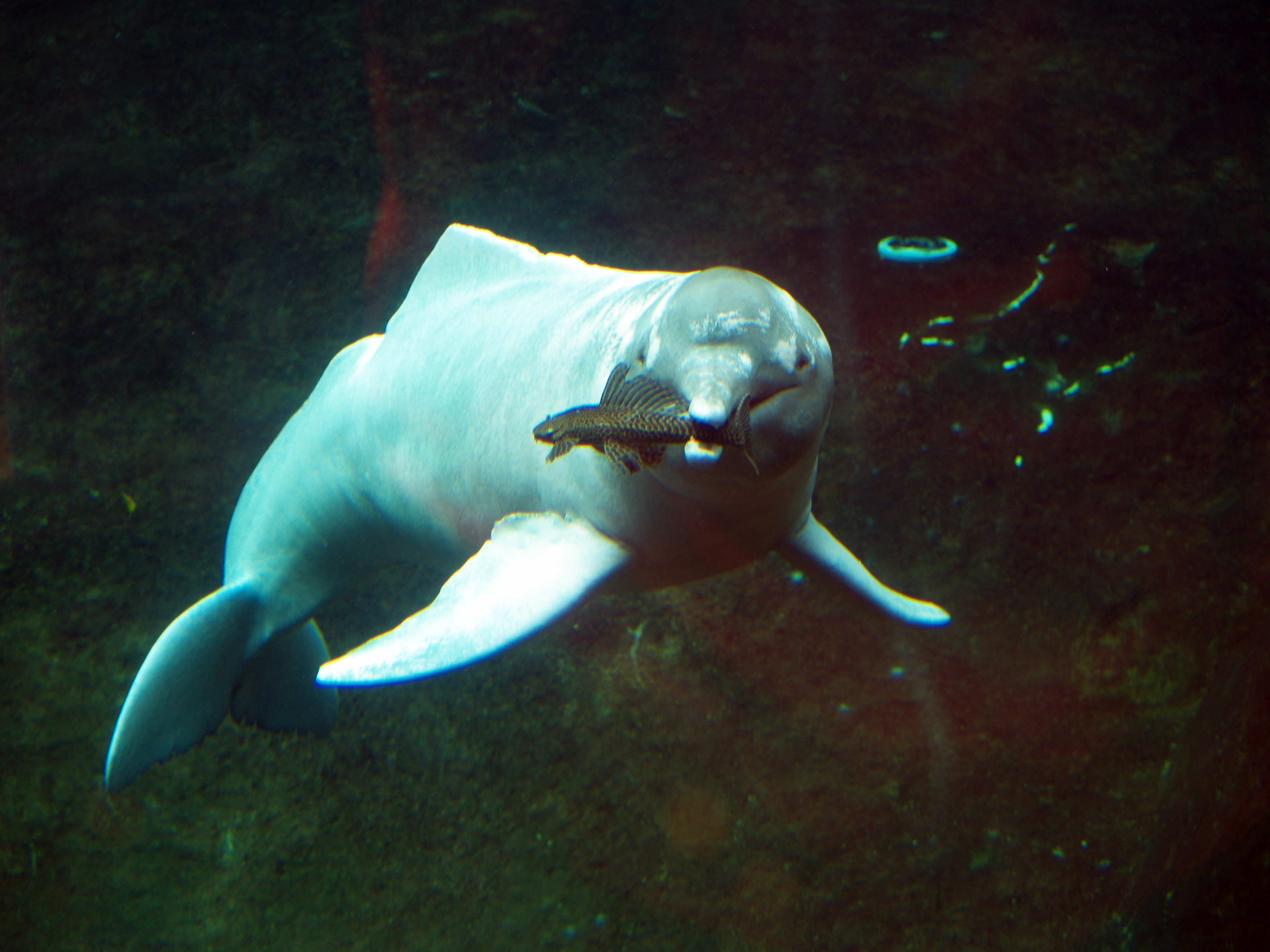
Boto, moviendo su cuello.

Todos los platanistoideos presentan largos y finos hocicos. Su vista es muy limitada (en algunas especies, inexistentes), por lo que el sentido de la ecolocalización les resulta indispensable a la hora de alimentarse y nadar. Su aleta dorsal es poco desarrollada. Tal vez una de las características más llamativas es, al igual que en la familia Monodontidae, la capacidad de mover el cuello, a diferencia de los delfines oceánicos, que poseen las vértebras cervicales fusionadas.

## Población y conservación
Los delfines de río están entre los cetáceos más amenazados, a causa de la pérdida de su hábitat, la caza por humanos y su baja población intrínseca. Los delfines de río tienen visión muy limitada, e incluso a algunas especies puede considerárselas ciegas, lo que acentúa la posibilidad de encuentros infortunados con humanos u objetos peligrosos, incluyendo redes de pesca. 
Algunos delfines pueden utilizar ambos hábitats; el tucuxi por ejemplo, incluido taxonómicamente en la familia Delphinidae, vive igualmente en ríos u océanos.

## Evolución

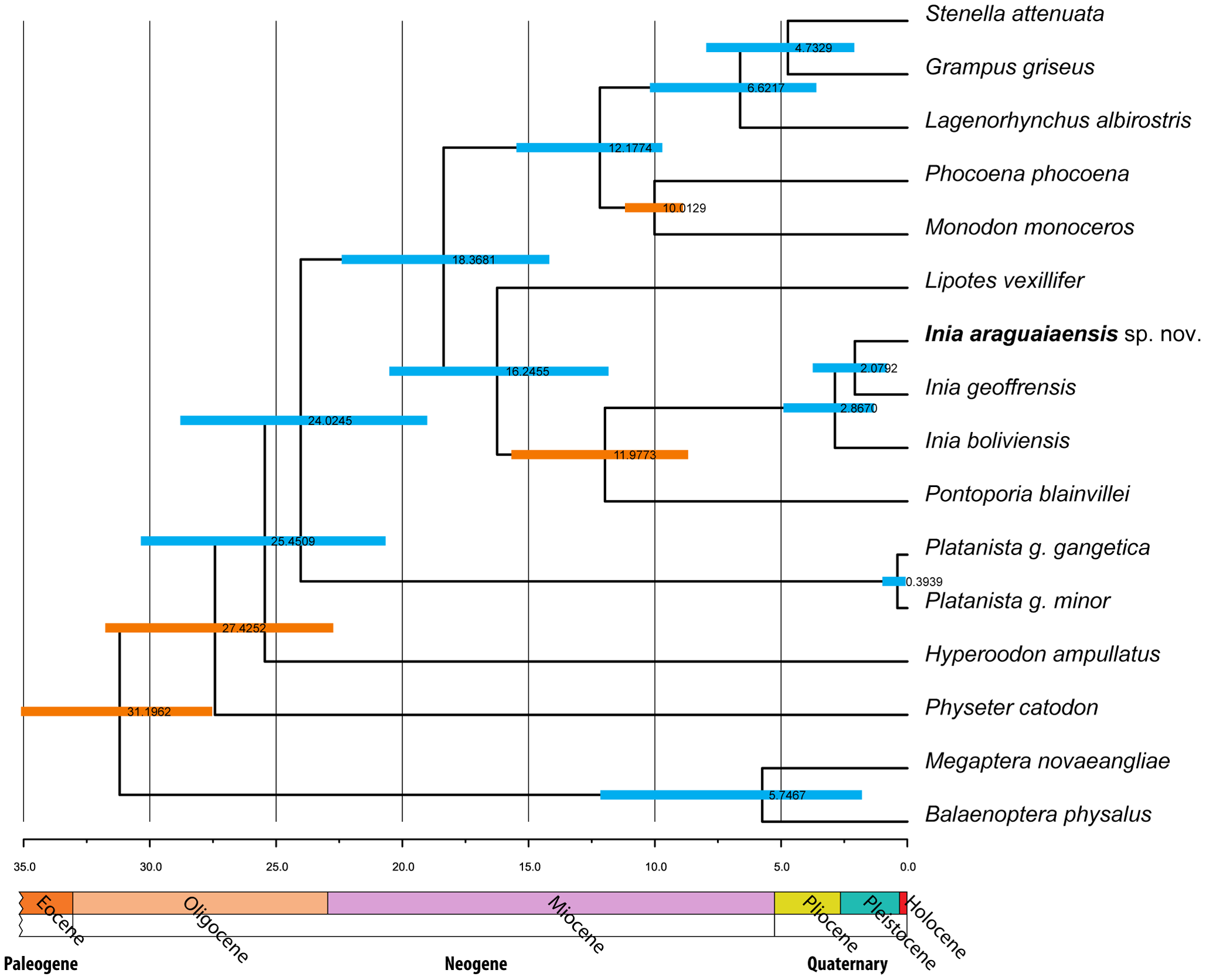
Filogenia de cetáceos basada en secuencias de Citocromo b, mostrando la relación distante entre Platanista y otros delfines de río.

Los delfines de río son miembros del infraorden Cetacea, los cuales son descendientes de mamíferos terrestres del orden de los artiodáctilos (artiodáctilos ungulados). Están relacionados con Indohyus, un género extinto de mamíferos artiodáctilos, a partir del cual se separaron hace aproximadamente 48 millones de años. Los primeros cetáceos primitivos, o arqueocetos, entraron al mar hace aproximadamente 49 millones de años y se volvieron totalmente acuáticos de 5 a 10 millones de años más tarde. No se tiene certeza sobre cuando los primeros delfines de río se aventuraron de nuevo al agua dulce.
Se cree que tienen distribuciones relictos, es decir, sus antepasados originalmente ocuparon los hábitats marinos, pero luego fueron desplazados de estos hábitats por modernos linajes de delfines. Muchas de las similitudes morfológicas y adaptaciones al hábitat de agua dulce surgieron debido a la evolución convergente; por lo tanto, una agrupación de todos los delfines de río es parafilético. Los delfines de río Amazonas en realidad están más estrechamente relacionados con delfines oceánicos que con los delfines de río asiáticos del sur. Isthminia panamensis es un género extinto de delfines de río, que vivió hace 5,8 a 6,1 millones de años. Sus fósiles fueron descubiertos cerca de Piña, Panamá.
El delfín de río se ha considerado una descripción taxonómica, lo que sugiere una relación evolutiva entre el grupo, aunque ahora se sabe que forman dos clados distintos. Los delfines de río son descendientes de antiguos linajes evolutivos que evolucionaron en ambientes de agua dulce.
Algunas especies de cetáceos viven en ríos y lagos, pero están más estrechamente relacionados con delfines oceánicos o marsopas y entraron en el agua dulce más recientemente. Estas especies se consideran los cetáceos de agua dulce facultativos, ya que pueden utilizar tanto en ambientes marinos y de agua dulce. Estos incluyen especies como el delfín del Irrawaddy, (Orcaella brevirostris), que se encuentra en el Mekong, Mahakam y el río Irawadi, así como la marsopa sin aleta del río Yangtze, Neophocaena phocaenoides asiaeorientalis.
El tucuxi (Sotalia fluviatilis) del río Amazonas, es otra especie que desciende de los delfines oceánicos; sin embargo, no se ajusta tampoco a la perfección la etiqueta de 'facultativa', ya que habita sólo en agua dulce. El tucuxi era hasta hace poco considerado la misma especie que delfín de Guayana (Sotalia guianensis), que habita en las aguas marinas. Lo anterior también puede ocurrir en el caso del delfín del río Irawadi (Orcaella brevirostris) y para la marsopa sin aleta que, si bien ambas especies se pueden encontrar tanto en ambientes de agua dulce y marina, los individuos que se encuentran en los ríos no pueden ser capaces de sobrevivir en el océano, y viceversa. El tucuxi actualmente está clasificado como un delfín oceánico (Delphinidae).
La franciscana (Pontoporia blainvillei) ha mostrado un patrón evolutivo inverso, y tiene un linaje evolutivo antiguo en agua dulce, pero habita en aguas estuarinas y costeras.

## Taxonomía
La superfamilia Platanistoidea está compuesta por dos familias y cinco géneros.
| Familia       | Género      | Especie                | Nombres vulgares                                             |
| Iniidae       | Inia        | Inia geoffrensis       | Boto, delfín del Amazonas, delfín del Orinoco, delfín rosado |
| Iniidae       | Inia        | Inia boliviensis       | Delfín de Bolivia                                            |
| Iniidae       | Inia        | Inia araguaiaensis     | Delfín del río Araguaia                                      |
| Iniidae       | Lipotes     | Lipotes vexillifer     | Baiji, delfín chino de río                                   |
| Iniidae       | Pontoporia  | Pontoporia blainvillei | Delfín del Plata                                             |
| Platanistidae | Platanista  | Platanista gangetica   | Delfín del Ganges                                            |
| Platanistidae | Platanista  | Platanista minor       | Delfín del Indo                                              |
| Platanistidae | † Pebanista | † Pebanista yacuruna   | Delfín gigante de la proto-Amazonía                          |

### Clasificación
Cuatro familias de delfines de río (Iniidae, Pontoporiidae, Lipotidae y Platanistidae) son actualmente reconocidas, comprendiendo tres superfamilias (Inioidea, Lipotoidea y Platanistoidea). Platanistidae, que contiene las dos subespecies de delfín de río asiático del sur, es la única familia aceptada de Platanistoidea. Anteriormente, muchos taxónomos habían asignado todos los delfines de río a una sola familia, tratado a los Platanistidae y los delfines del Ganges y del Río Indo como especies separadas. Un estudio en diciembre de 2006 no encontró ningún miembro de Lipotes vexillifer (comúnmente conocido como el baiji o delfín de río chino) y se declaró la especie funcionalmente extinta. Con su desaparición, una de las superfamilias recientemente aceptados, Lipotoidea, se ha extinguido.
La clasificación actual de los delfines de río es la siguiente:
- Superfamilia Platanistoidea
  - Familia Platanistidae
    - Género Platanista
      - Delfín de río asiático del sur, Platanista gangetica, con dos subespecies
        - Delfín de río Ganges (susu), P. gramo. gangetica
        - Delfín de río Indus (bhulan), P. gramo. menor

    - Género † Pebanista
      - Delfín gigante de la proto-Amazonía, † P. yacuruna

  - Familia † Allodelphinidae (Mioceno)
  - Familia † Squalodelphinidae (Oligoceno a Mioceno)
  - Familia † Squalodontidae (Oligoceno a Mioceno)
  - Familia † Waipatiidae (Oligoceno a Mioceno)
- Superfamilia Inioidea
  - Familia Iniidae
    - Género Inia
      - Delfín de río del Amazonas (boto), Inia geoffrensis
        - Inia geoffrensis geoffrensis
        - Inia geoffrensis humbotiana

      - Delfín del río Araguaia, Inia araguaiaensis
      - Delfín de río boliviano, Inia boliviensis

    - Género †Meherrinia (Tardío Mioceno)

  - Familia Pontoporiidae
    - Género †Auroracetus
      - †Auroracetus bakerae

    - Género Pontoporia
      - La Plata Delfín (Franciscana), Pontoporia blainvillei
- Superfamilia †Lipotoidea
  - Familia †Lipotidae
    - Género †Lipotes
      - †Baiji (O delfín de río chino), Lipotes vexillifer (funcionalmente extinto desde diciembre de 2006)

En 2012, la Sociedad de Mastozoología Marina (Society for Marine Mammalogy) comenzó a considerar las especies (Inia boliviensis geoffrensis) e (Inia geoffrensis subespecies como especies completas), sin embargo, gran parte de la comunidad científica, incluyendo el IUCN, considera seguir usando la población boliviana como una subespecie de Inia geoffrensis.
En octubre de 2014, la Sociedad de Mastozoología Marina tomó Inia boliviensis y Inia araguaiaensis de su lista de mamíferos acuáticos especies y subespecies y actualmente no reconoce estas separaciones a nivel de especie.

## Biología

### Anatomía
Los delfines de río tienen un cuerpo en forma de torpedo con un cuello flexible, extremidades modificadas en aletas, aletas inexistentes externas del oído, una aleta de la cola, y una pequeña cabeza bulbosa. Los delfines de río poseen cráneos que tienen pequeñas órbitas oculares, un hocico largo y los ojos colocados en los lados de la cabeza. Los delfines de río son bastante pequeños, varían en tamaño desde 5 pies (1,5 m) de largo delfín de río asiático del sur a 8 pies (2,4 m) y 220 libras (100 kg) delfín de río del Amazonas. Todos ellos tienen dimorfismo sexual, las hembras son más grandes que los machos. Los delfines de río son polígamos, es decir, los delfines de río masculinos normalmente se aparean con múltiples hembras cada año, pero las hembras sólo se acoplan cada dos o tres años. Las crías normalmente nacen en los meses y las hembras llevan toda la responsabilidad de criarlos de primavera y verano.
Los delfines de río tienen dientes cónicos, que sirven para atrapar a sus presas veloces como un pez pequeño de río. También tienen hocicos largos, de unas 23 pulgadas de medida (58 cm), cuatro veces más que la mayoría de sus homólogos oceánicos. Tienen un estómago de dos cámaras que es similar en estructura a la de los carnívoros terrestres. Tienen glándulas fúndicas y cámaras pilóricas. La respiración consiste en expulsar el aire viciado de su espiráculo, seguido por la inhalación de aire fresco en sus pulmones. Ellos no tienen el emblemático pico, ya que esto sólo se forma cuando el aire caliente exhalado de los pulmones reúne aire exterior frío, lo que no ocurre en sus hábitats tropicales.
Los delfines de río tienen una fina capa de grasa. La capa de grasa puede ayudar con la flotabilidad, también ayudaría a la protección de los depredadores (que tendría dificultades para conseguir a través de una gruesa capa de grasa), energía para tiempos de escasez, y el aislamiento de los climas duros. Los hábitats de delfines de río carecen de estas necesidades.

### Locomoción
Los delfines de río tienen dos aletas y una aleta caudal. Estas aletas contienen cuatro dígitos. Aunque los delfines de río no poseen extremidades traseras completamente desarrolladas, algunos poseen apéndices rudimentarios discretos, que pueden contener pies y dígitos. Los delfines de río son nadadores lentos en comparación con los delfines oceánicos, que pueden viajar a velocidades de hasta 35 millas por hora (56 km/h); el tucuxi sólo puede viajar a cerca de 14 millas por hora (23 km/h). A diferencia de otros cetáceos, las vértebras de su cuello no están fusionadas entre sí, lo que significa que tienen una mayor flexibilidad que otros mamíferos acuáticos no terrestres, a expensas de su velocidad. Esto significa que pueden girar la cabeza sin llegar a mover todo su cuerpo. Al nadar, los delfines de río dependen de sus aletas traseras para impulsarse a través del agua. El movimiento de la aleta es continuo. Los delfines de río nadan moviendo sus aletas de cola y cuerpos inferiores hacia arriba y abajo, impulsándose a través del movimiento vertical, mientras que sus aletas se utilizan principalmente para la dirección. Todas las especies tienen una aleta dorsal.

### Sentidos
Los oídos de los delfines de río tienen adaptaciones específicas a su medio ambiente acuático. En los seres humanos, el oído medio funciona como un ecualizador de baja impedancia entre el aire exterior y la coclear de alta impedancia de fluido. En delfines de río y otros cetáceos, no hay gran diferencia entre los ambientes exteriores e interiores. En lugar que el sonido deba pasar a través del oído externo al oído medio, los delfines de río reciben sonido a través de la garganta, de la que pasa a través de una cavidad llena de grasa de baja impedancia al oído interno. El oído está acústicamente aislado del cráneo por los bolsillos de los senos llenos de aire, lo que permite una mayor audición direccional bajo el agua. Los delfines envían clics de alta frecuencia de un órgano conocido como Melón (órgano). Este órgano se compone de grasa, y el cráneo de cualquier criatura que contiene un melón tendrá una gran depresión. Esto permite a los delfines de río producir una eco-localización para la orientación. Son tan dependientes de la eco-localización que pueden sobrevivir incluso si son ciegos. Más allá de la localización de un objeto, la eco-localización también proporciona al animal con una idea en la forma y el tamaño del objeto, aunque todavía no se entiende exactamente cómo funciona. Se cree que los pequeños pelos en la tribuna del delfín del río Amazonas funcionan como un sentido del tacto, posiblemente para compensar su mala vista.
Los delfines de río tienen ojos muy pequeños para su tamaño, y no tienen un muy buen sentido de la vista. Además, los ojos están ubicados a los lados de la cabeza, por lo que la visión consiste en dos campos, en lugar de ser binocular como en los humanos. Los delfines de río en la superficie, por medio de la lente y la córnea, corrigen la miopía que resulta de la refracción de la luz. Tienen dos varillas y conos celulares, lo que significa que pueden ver tanto en la luz tenue como en la brillante. La mayoría de los delfines de río tiene ojos poco aplanados, pupilas dilatadas (que disminuyen a medida que salen a la superficie para evitar daños), córneas ligeramente aplanadas y un tapetum lucidum. Estas adaptaciones permiten que grandes cantidades de luz pasen a través del ojo y, por lo tanto, tengan una imagen muy clara de la zona circundante. También tienen glándulas en sus párpados y una capa de córnea exterior que actúan como protección para la córnea.
Los lóbulos olfativos están ausentes en los delfines de río, lo que sugiere que no tienen ningún sentido del olfato.
Se cree que los delfines de río no tienen sentido del gusto, ya que sus papilas gustativas están atrofiadas o faltan por completo. Sin embargo, algunos delfines tienen preferencias entre los diferentes tipos de peces, lo que indica algún tipo de apego al gusto.